# Naracs-tavi offenzíva

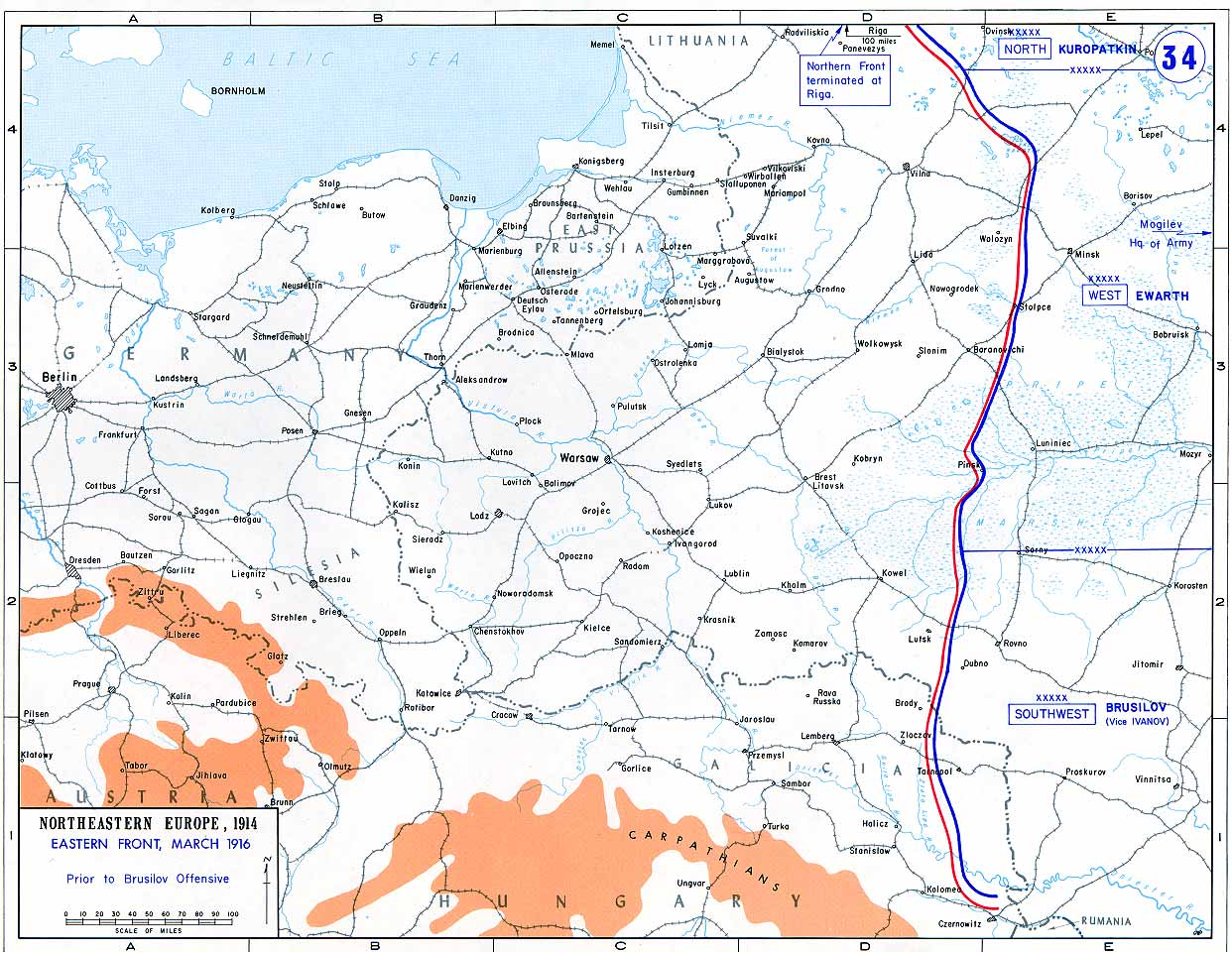
A keleti front térképe 1916-ban.

A Naracs-tavi offenzíva 1916 tavaszán a cári hadsereg kísérlete volt, hogy az 1915-ös nagy visszavonulás után visszanyerje a kezdeményezést és sikeres offenzívát hajtson végre. A kísérlet elsősorban a magasabb parancsnokok gyenge teljesítménye miatt vallott kudarcot és Oroszország újabb vereségéhez vezetett.

## Háttér
1915 végzetes évnek bizonyult a cári birodalomra nézve. A kelet-poroszországi és a gorlicei vereség után a nagy visszavonulás során szinte az egész orosz Lengyelországot fel kellett adniuk. Bár ezzel a manőverrel elhárították az újabb stratégiai vereséget, a hadsereg presztízse a közvélemény szemében nagyon jelentős mértékben csökkent.
A katonai vereségek mellett a muníciós válság volt a kudarc fő oka. A hibás tervezés következtében a lőszerszállítmányok a legminimálisabban szükségesnél is kisebbek voltak, és a tábornokok számára csak az maradt hátra, hogy széles arcvonalszakaszokat kiürítsenek. Oroszország, mint minden nemzet, csak rövid háborúra készült fel. (Az elképesztő szervezetlenség és az oblomovi hagyományok miatt – látszólag végtelen forrásai ellenére – hosszabbra kevéssé volt alkalmas.) Így a lőszerhiány mellett – éppen a legnagyobb népességgel rendelkező hadviselő ország esetében – katonák terén is hiány volt. Ennek a belpolitikai viszályok és az alkalmatlan hadkötelezettségi rendszer, valamint az óriási birodalom hiányos infrastruktúrája volt az oka. Éppolyan figyelemreméltóan jelentkezett a tapasztalt tisztek hiánya, mivel az első két háborús év veszteségeit nem tudták pótolni. 
Miután 1915 telén lassan kezdtek úrrá lenni a muníció- és fegyverhiányon, az orosz vezérkar újra a katonai sikerek lehetőségéről kezdett gondolkodni. A sikertelen téli offenzíva után a Sztavka vezérkari főnöke, Alekszejev nem akart újabb támadásokat indítani. Újra politikai lépéskényszerek keveredtek a főhadvezetőség terveibe. Franciaország súlyos veszteségeket szenvedett a verduni csatában, és a nyugati szövetségesek sürgették az oroszokat, indítsanak támadást, hogy német csapatokat vonjanak el a nyugati frontról.

## Tervek
A hadsereg már korábban szervezeti, valamint személyi változásokon esett át. A két hadseregcsoport (oroszul front) mellett az arcvonal nagyobb kiterjedése miatt egy harmadikat is felállítottak, és új parancsnokokat neveztek ki. Az északi hadseregcsoport Kuropatkin tábornok, a középső csoport Evert tábornok, a Délnyugati Front pedig Bruszilov parancsnoksága alatt állt. Alekszejev utasította az Evert, illetve Kuropatkin vezette csoportokat, indítsanak támadást. 
A terv az volt, hogy a 2. hadsereg (Nyugati Front) az Északnyugati Front támogatásával támadást indít egy gyengén megszállt német arcvonalszakasz ellen, amelyet a Hermann von Eichhorn által vezetett német 10. hadsereg tartott. A támadás Belorussziában indult, a Narocs-tónál (ma Naracs-tó), Vilnától délkeletre. A németek által megszállt város volt az orosz offenzíva stratégiai célja is. Az orosz parancsnokok (akik pozíciójukat nagyrészt előrehaladott koruknak vagy kapcsolataiknak köszönhették) képességei meglehetősen korlátozottak voltak.
A hadsereget hatalmas, 350 000 fős mérete miatt három csoportra osztották. A „csoportparancsnokok” kinevezése is a szokásos módnak felelt meg. Balujev, Pleskov és Sirelius, mint „kiszolgált parancsnokok”, magas koruknak köszönhették a beosztásukat.

## A támadás csoportok szerint

### A Pleskov-féle csoport
A terv az volt, hogy a legtávolabb északon tevékenykedő csoport kezdi elsőként az offenzívát. Sok tiszt a francia hadsereg 1915-ös, elavult taktikáját pártolta, bár ez a nyugati fronton semmilyen említésre méltó eredményt nem hozott. A tisztek nagy része kritikátlanul viszonyult a saját propagandájukhoz az első két háborús év vereségei után. A katonai katasztrófákat nem elemezték nagy figyelemmel, az a kérdés, hogy a taktika vagy akár a parancsnokok voltak-e a felelősök, többnyire nem merült fel. Ehelyett a materiális hátrányt – a muníció, az utánpótlás, az összeköttetési vonalak és a fegyverek (különösen a nehéztüzérség) terén – tették felelőssé a cári birodalom történetében elszenvedett legnagyobb vereségekért. Az, hogy a német hadsereg gyakran jelentős helyi számbeli hátrány ellenére tartotta a nyugati frontot, nem gondolkoztatta el az orosz parancsnokok egy részét. Pleskov ehhez a kategóriához tartozott. Biztos volt benne, most, hogy a muníciós válságon és a fegyverhiányon túljutottak, a materiális téren elért fölény biztosítja a győzelmet az oroszoknak. Először kétezer méter távolságból nagy arányú tüzérségi előkészítésre adott parancsot. Az elképzelés az volt, hogy a gyalogsági támadás kiszélesíti a létrehozott réseket és eléri az áttörést, a tüzérségi előkészítés azonban nem érte el a kívánt eredményt. A parancsnok emellett bűnösen elhanyagolta az ellenséges állások felderítését. Tüzérségi megfigyelőket alig vetettek be és a modern kommunikációs eszközöket a legtöbb esetben nem használták. A nehéz- és a könnyűtüzérség között gyakorlatilag nem volt együttműködés. A gyalogság elavult módszerrel, „hullámokban” támadott, ami hamar nagy veszteségekhez vezetett. Az oroszok mindazonáltal látszatsikert arattak, mivel hatalmas veszteségek árán bevették a német védelmi állások első vonalát, amelyet ez előtt a németek kiürítettek.

### A Balujev-féle csoport
A Balujev parancsnoksága alatt álló középső csoport volt az egyetlen, amely taktikai sikert ért el. Ez Pleskov második támadásával egyidejűleg történt. Kezdetben egy négyzetkilométernyi területet nyertek és mintegy ezer német foglyot ejtettek. A csapást azonban a német tartalékok átdobása gyorsan meg tudta állítani. Az áttörési kísérlet egy héttel később szintén kudarcot vallott.

### A Sirelius-féle csoport
Sirelius inkompetenciáját Alekszejev már az offenzíva előtt felismerte. Az orosz vezérkar főnöke mindent megtett, hogy leváltsa, de nem járt sikerrel. Sirelius passzív maradt, csapatai se nem mentek át támadásba, se nem mozdultak meg. Ezzel az egész, 350 000 fős hadsereg egy harmada teljesen inaktív maradt.

## Következmények
A Narocs-tavi offenzíva jelentette a régi katonai elit dominanciája végének a kezdetét a cári hadseregben. A régi iskola parancsnokai lemondásra kényszerültek. Miután 350 000 orosz megfelelő mennyiségű munícióval és nagy tüzérségi fölénnyel kudarcot vallott 75 000 német ellen, a kilátások a jövőre nézve meglehetősen komorak voltak.
A csata túl kevés német csapatot kötött le, és túl kevés veszteséget okozott ezeknek ahhoz, hogy a nyugati fronton érezhető nyomáscsökkenéshez vezetett volna. Ráadásul a veszteségek még jobban aláásták az orosz hadsereg harci morálját, tehát az offenzíva minden szempontból súlyos kudarc volt. Az orosz hadsereg talpra állása az 1915-ös vereségek után talán csak felszínes volt. Nem szabad azonban elfeledkezni Oroszország hősiességéről és önfeláldozásáról, amellyel meglehetősen kedvezőtlen belpolitikai és katonaszakmai viszonyok között megpróbált segíteni nyugati szövetségesein.

## Fordítás
- Ez a szócikk részben vagy egészben  a   Schlacht am Naratsch-See című német Wikipédia-szócikk ezen változatának fordításán alapul.  Az eredeti cikk szerkesztőit annak laptörténete sorolja fel. Ez a jelzés csupán a megfogalmazás eredetét és a szerzői jogokat jelzi, nem szolgál a cikkben szereplő információk forrásmegjelöléseként.